# STS-60
STS-51 e шестдесетата мисия на НАСА по програмата Спейс шатъл и осемнадесети полет на совалката Дискавъри. Това е първият полет по съвместната американско-руска програма Мир-Шатъл.

## Екипаж

### Основен екипаж
| Пост                    | Астронавт                                     |
| ----------------------- | --------------------------------------------- |
| Командир                | Чарлс Болдън четвърти космически полет        |
| Пилот                   | Кенет Райтлер втори космически полет          |
| Специалист на мисията 1 | Нанси Дейвис втори космически полет           |
| Специалист на мисията 2 | Роналд Сега първи космически полет            |
| Специалист на мисията 3 | Франклин Чанг-Диас четвърти космически полет  |
| Специалист на мисията 4 | Сергей Крикальов (РКА) трети космически полет |

### Дублиращ екипаж
| Пост                    | Астронавт                            |
| ----------------------- | ------------------------------------ |
| Специалист на мисията 4 | Владимир Титов (РКА) за С. Крикальов |

- Броят на полетите е преди и включително тази мисия.

## Полетът
Първоначално старта на мисията е планиран за ноември 1993 г., но поради неколкократното отлагане на предишния полет (вместо на 17 юли стартира на 12 септември) тя е отложена за 1994 г.
Основният полезен товар на совалката е лабораторният модул Спейсхеб и отделяемия спътник Wake Shield Facility (WSF).
Това е вторият полет на модула „Спейсхеб“ и в него се провеждат 12 научни експеримента в областта на биотехнологиите, фармацевтиката и металургични експерименти в условията на микрогравитация, подготвени от центъра за търговски разработки на НАСА.
Спътника WCF (от английски: Wake Shield Facility) е предназначен основно за синтез на тънки ленти (подложки) от полупроводников материал по метода „молекулярна епитаксия“ в условията на чистота на околната среда и дълбок (около 10 000 пъти по-дълбок, отколкото в земните лаборатории) вакуум.
Устройството е прототип на бъдещи съоръжения за производство на материали за микроелектрониката. Тъй като на Земята дълбокия вакуум е труднопостижим, експериментът е целият апарат да се намира в открития космос (и да се получат седем образци тънкослойни подложки). Спътникът е отделен на третия ден от полета, по време на 53-тата обиколка около Земята
Това е втората мисия (след STS-53), по време на която се правят и експерименти по програмата ODERACS (от английски: Orbital DEbris RAdar Calibration Spheres) – сфери за калибровка на радари и оптични средства за проследяване на космически отломки.

## Параметри на мисията
- Маса:
  - При старта: ? кг
  - При кацането: 94 448 кг
  - Полезен товар: 10 231 кг
- Перигей: 348 км
- Апогей: 351 км
- Инклинация: 56,4°
- Орбитален период: 91,5 мин

## Галерия
- Стартът на совалката
- Извеждането на WSF.